# Verrières (Marne)
Verrières település Franciaországban, Marne megyében. Lakosainak száma 406 fő (2022. január 1.). Verrières Argers, Châtrices, Élise-Daucourt és Sainte-Menehould községekkel határos.

## Népesség
A település népessége az elmúlt években az alábbi módon változott:
| Lakosok száma | 341  | 368  | 396  | 407  | 415  | 421  | 402  | 391  | 388  | 406  |
|               | 1968 | 1982 | 1990 | 2006 | 2013 | 2015 | 2017 | 2019 | 2020 | 2022 |